# 디오니시우 수도원

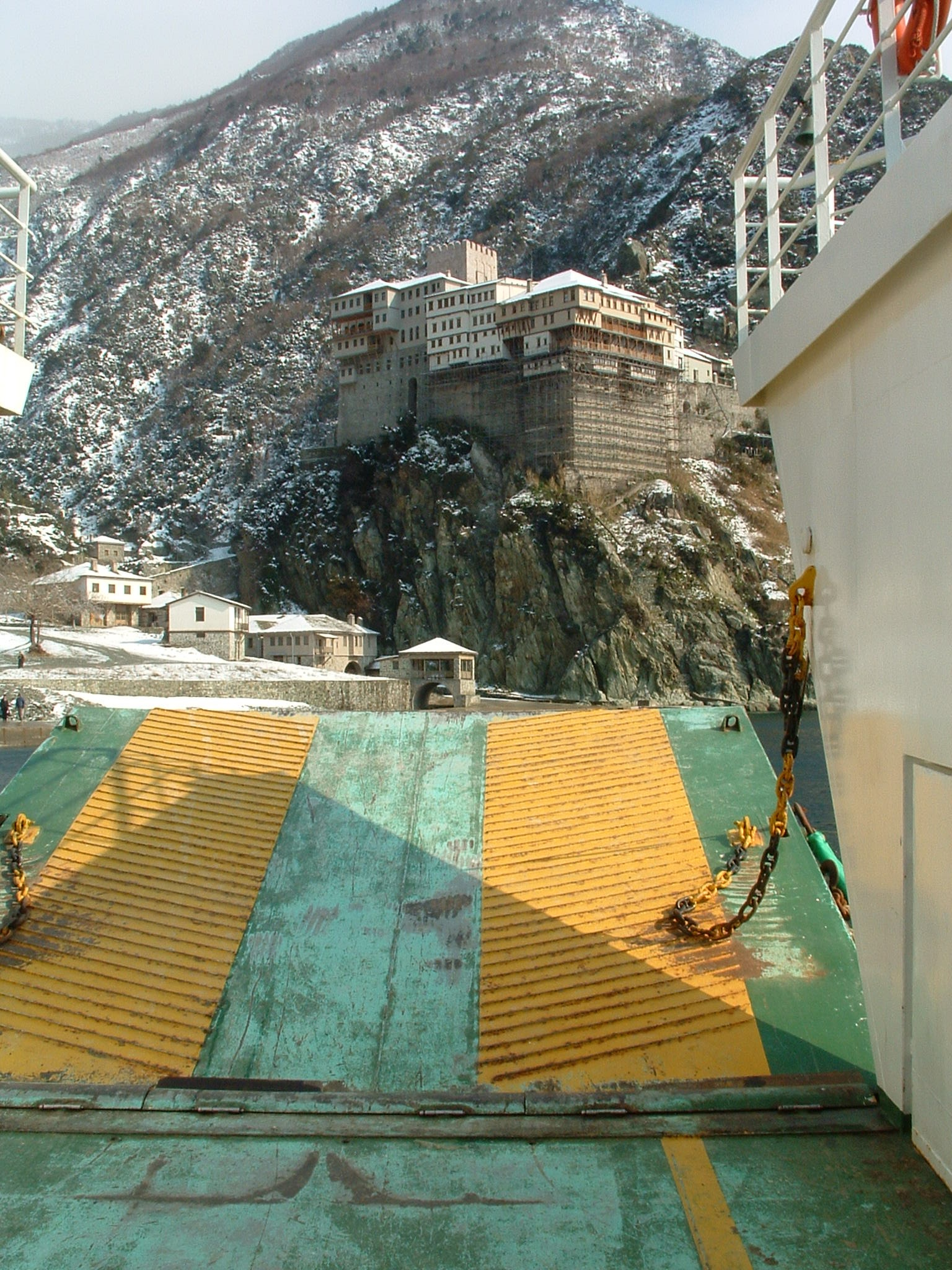
해수면 위에서 보는 디오니시우.

디오니시우 수도원(그리스어: Μονή Διονυσίου)은 그리스 아토스 반도의 동부에, 아토스산의 수도원 주에 있는 동방정교회 수도원이다. 이 수도원은 아토니테 수도원들의 서열체계에서 다섯 번째의 위치에 있다. 아토스산에 있는 스무 곳의 자치 수도원들 중에 하나이며, 세례자 요한에게 봉헌되었다.
이 수도원은 14세기에 성 데니스 데 코리소스에 의해 설립되었고, 그의 사후에 그의 이름이 붙여졌다.
이 수도원의 도서관에는 804 권의 필사본들과 4,000 권 이상의 인쇄된 책들이 보관되어 있다.

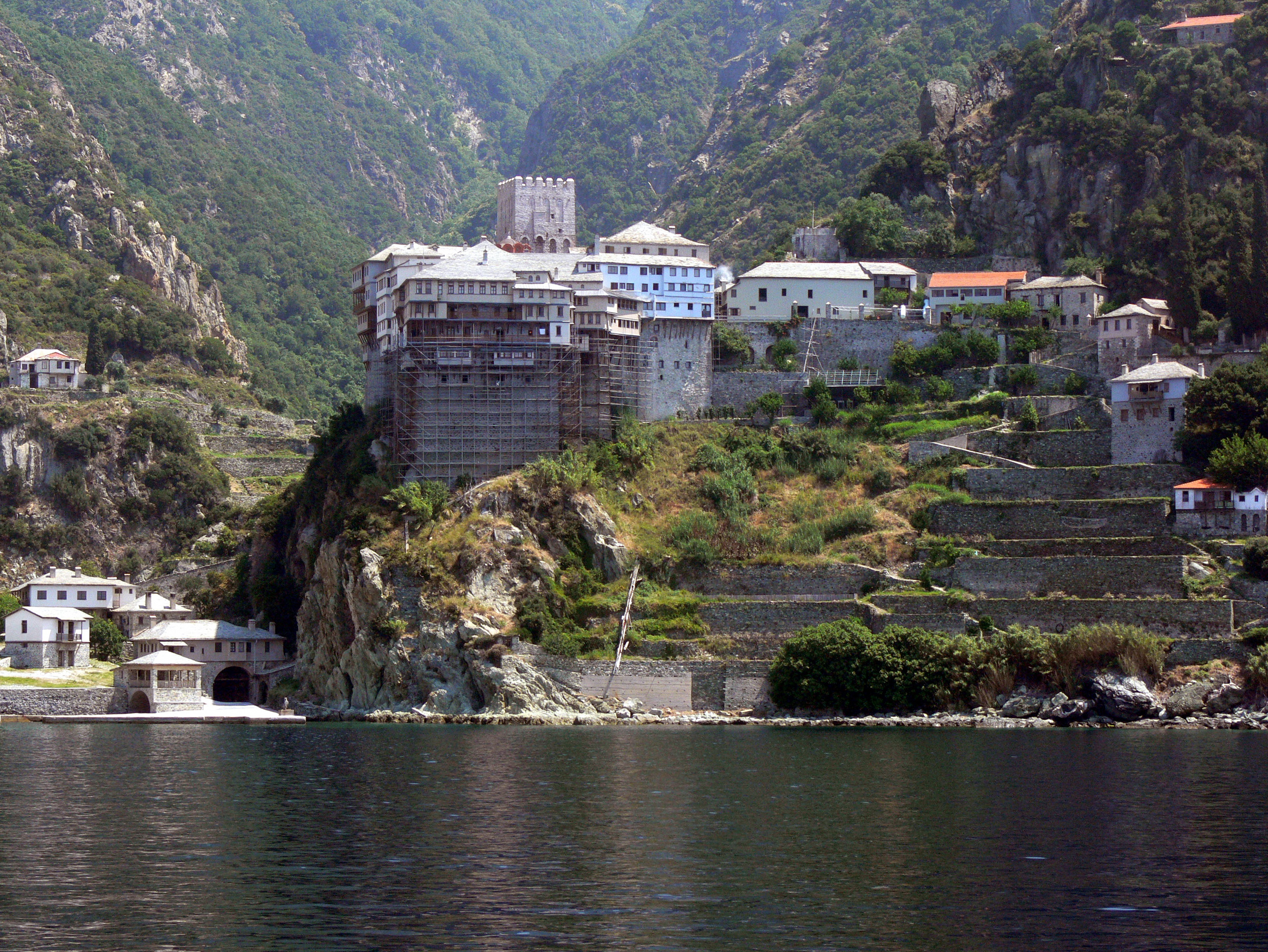
디오니시우 수도원

## 필사본들
- 코덱스 아투스 디오니시우 = 언셜 045 (Ω)
- 언셜 050

## 갤러리

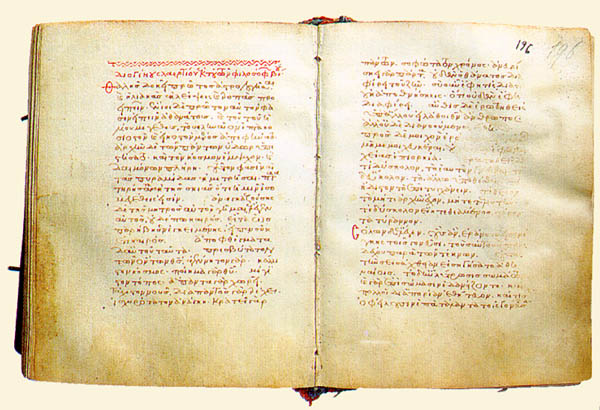
디오니시우 수도원에 있는 13세기의 코덱스 90, 헤로도투스, 플루타르코스와 (이 사진에 있는) 디오게네스 라에르티오스로 부터의 발췌문들이 포함된 필사폰이다.

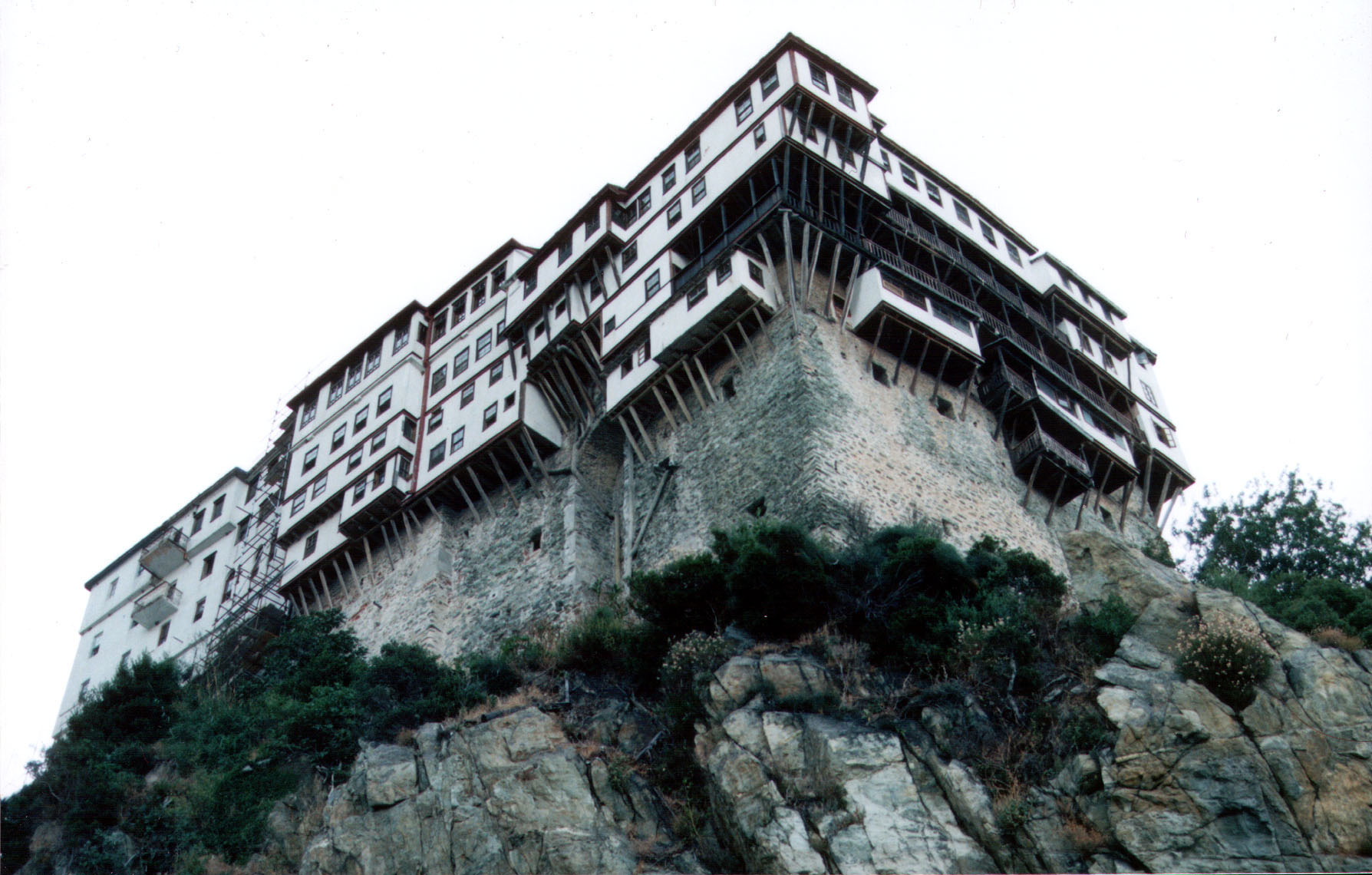
디오니시우 수도원